# Бірюк Дмитро Львович
Дмитро́ Льво́вич Бірю́к (1981—2023) — солдат збройних сил України, учасник російсько-української війни.

## Життєпис
Народився 21 січня 1981 року, освіту здобув у Київському міжнародному лінгвістичному університеті. 
Під час повномасштабної війни був солдатом у 81-й аеромобільній бригаді.
Загинув 16 лютого 2023 року поблизу населеного пункту Діброва Луганської області.

## Нагороди та вшанування
- Орден «За мужність» III ступеня (2024, посмертно) — за особисту мужність, виявлену у захисті державного суверенітету та територіальної цілісності України, самовіддане виконання військового обов'язку[1].
- Почесний громадянин Хмельницької міської територіальної громади.

- На фасаді комунального підприємства «Електротранс» відкрито меморіальну дошку[2].